# نادي الخيرات
نادي الخيرات الرياضي هو فريق كرة قدم عراقي مقره في كربلاء، يلعب في الدوري العراقي الدرجة الثانية تأسس عام 2005 يلعب مبارياته على أرضية ملعب الخيرات ، مملوك من قبل وزارة الشباب والرياضة العراقية بإدارة سعدون محراث.
عام 2021 وصل إلى نهائي بطولة الدوري العراقي الدرجة الثانية وكانت أمامه فرصة التأهل للدوري الدرجة الأولى العراقي لكنه خسر اللقاء أمام نادي الحسينية.

## روابط خارجية
- نادي الخيرات على Goalzz.com
- أندية العراق - تواريخ التأسيس